# Krunderup
Krunderup – miasto w Danii, w regionie Jutlandia Środkowa, w gminie Holstebro.